# Erik Glemme

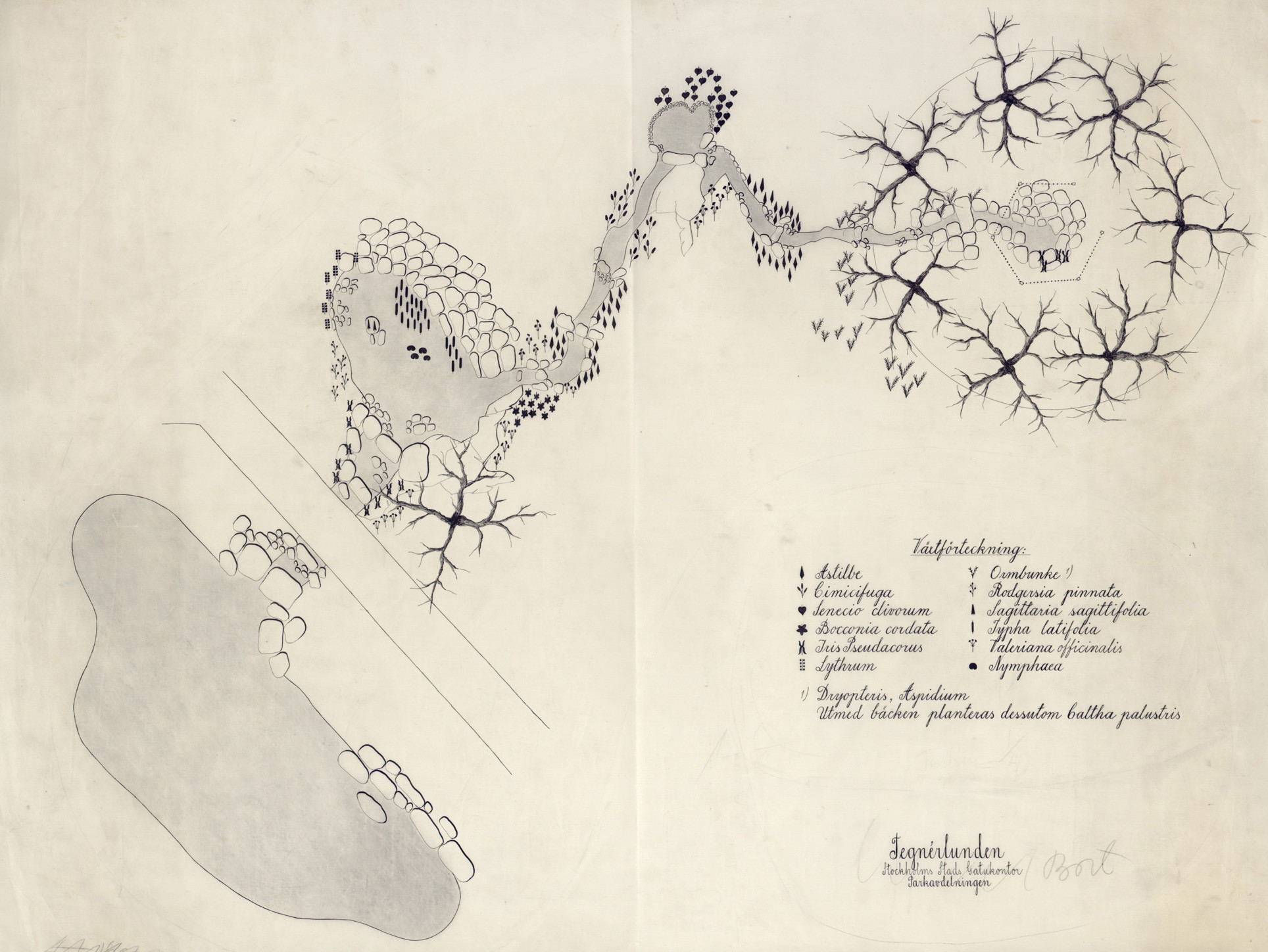
Ny bäckfåra och damm i Tegnérlunden, en park i Stockholm, med växtförteckning av Erik Glemme, 1942

Erik Harald Glemme, född 27 maj 1905 i Jönköping, död 20 januari 1959 i Gustav Vasa församling i Stockholm, var en svensk landskapsarkitekt.

## Biografi
Glemme var anställd arkitekt hos Osvald Almqvist och när denne blev stadsträdgårdsmästare i Stockholm tog han Glemme med sig. Glemme planerade bland annat Rålambshovsparken, Norr Mälarstrands strandpromenad, torgen i Vällingby centrum och Blackeberg samt parken på Observatorielunden, Grynkvarnsparken i Johanneshov och Tegnérlundens omgestaltning på 1940-talet. Han arbetade ofta i nära samarbete med Stockholms stadsträdgårdsmästare Holger Blom.
Med Erik Glemme som förgrundsgestalt tillämpades den så kallade Stockholmsstilen, som anknöt till Holger Bloms klassiska parkprogram från 1946, där den funktionalistiska synen på parkens uppgifter i Stockholms stadsbyggande sammanfattades. Man integrerade natur- och kulturlandskap och nödvändiga parkfunktioner på ett sätt som gav Stockholms parkförvaltning internationellt erkännande. Stilen tillämpades i stort sett i alla nya stadsdelar mellan 1930 och 1970, i såväl 1940-talets smalhusstadsdelar som Hammarbyhöjden och Traneberg samt i miljonprogrammen från 1970-talen som Tensta och Rinkeby.
Tillsammans med Holger Blom förnyade Glemme även en lång rad parker i Stockholms innerstad, här kan nämnas Vasaparkens terrassträdgård, Kungsklippans terrasser, Tegnérlundens lusthus med bäckfåra och damm samt Karlavägens bersåer.
Erik Glemme var från 1940 till sin död gift med Eva Block (1908–1997) och blev därmed styvfar till förlagsdirektören Bertil Almgren.